# Campeonato Asiático de Atletismo em Pista Coberta de 2018 - Resultados
Estes são os resultados do Campeonato Asiático de Atletismo em Pista Coberta de 2018 que ocorreram de 1 a 3 de fevereiro de 2018 em Teerã, no Irã. Essa é a terceira vez que a cidade sedia o evento. 

## Resultado masculino

### 60 m
| Posição | Bateria | Atleta                    | Nacionalidade  | Tempo | Notas |
| ------- | ------- | ------------------------- | -------------- | ----- | ----- |
| 1       | 2       | Reza Ghasemi              | Irão           | 6.69  | Q     |
| 2       | 3       | Hassan Taftian            | Irão           | 6.71  | Q     |
| 3       | 3       | Barakat Al-Harthi         | Omã            | 6.74  | Q     |
| 4       | 3       | Tosin Ogunode             | Catar          | 6.75  | q     |
| 5       | 1       | Elakkiyadasan Kanadasan   | Índia          | 6.77  | Q     |
| 6       | 1       | Mohammed Cheshmehzar      | Irão           | 6.79  | Q     |
| 7       | 2       | Wu Jiaxiang               | China          | 6.82  | Q     |
| 8       | 3       | Vladislav Grigoryev       | Cazaquistão    | 6.87  | q     |
| 9       | 2       | Ng Ka Fung                | Hong Kong      | 6.90  |       |
| 10      | 1       | Husain Al-Sheehah         | Kuwait         | 6.91  |       |
| 11      | 3       | Noureddin Hadid           | Líbano         | 6.92  |       |
| 12      | 2       | Christophe Boulos         | Líbano         | 6.93  |       |
| 13      | 1       | Vitaliy Zems              | Cazaquistão    | 6.99  |       |
| 13      | 3       | Aligadzhi Magamedgadzhiev | Quirguistão    | 6.99  |       |
| 15      | 2       | Mohammed Sadath           | Índia          | 7.05  |       |
| 16      | 1       | Tanveer Hussain           | Paquistão      | 7.06  |       |
| 17      | 1       | Chong Kuan Hou            | Macau          | 7.14  |       |
| 18      | 1       | Akmulla                   | Iraque         | DNS   |       |
| 18      | 2       | Meshaal Al-Mutairi        | Kuwait         | DNS   |       |
| 18      | 2       | Guvanch Mattaganov        | Turquemenistão | DNS   |       |
| 18      | 3       | Mohammed Al-Tameemi       | Iraque         | DNS   |       |

| Posição           | Raia | Atleta                  | Nacionalidade | Tempo | Notas |
| ----------------- | ---- | ----------------------- | ------------- | ----- | ----- |
| Medalha de ouro   | 5    | Hassan Taftian          | Irão          | 6.51  | ,     |
| Medalha de prata  | 6    | Tosin Ogunode           | Catar         | 6.63  |       |
| Medalha de bronze | 2    | Elakkiyadasan Kanadasan | Índia         | 6.67  |       |
| 4                 | 4    | Reza Ghasemi            | Irão          | 6.71  |       |
| 5                 | 3    | Barakat Al-Harthi       | Omã           | 6.72  |       |
| 5                 | 7    | Mohammed Cheshmehzar    | Irão          | 6.72  |       |
| 7                 | 1    | Wu Jiaxiang             | China         | 6.84  |       |
| 8                 | 8    | Vladislav Grigoryev     | Cazaquistão   | 6.88  |       |

### 400 m
| Posição | Bateria | Atleta              | Nacionalidade  | Tempo   | Notas |
| ------- | ------- | ------------------- | -------------- | ------- | ----- |
| 1       | 2       | Youssef Karam Taher | Kuwait         | 47.06   | Q,    |
| 2       | 2       | Mohamed Nasir Abbas | Catar          | 47.69   | q     |
| 3       | 3       | Abdalelah Haroun    | Catar          | 48.18   | Q     |
| 4       | 3       | Mikhail Litvin      | Cazaquistão    | 48.35   | q     |
| 5       | 3       | Sajjad Hashemi      | Irão           | 48.81   | q     |
| 6       | 1       | Ali Khadivar        | Irão           | 48.86   | Q     |
| 7       | 2       | Reza Kashef         | Irão           | 48.91   |       |
| 8       | 3       | Nokar Hussain       | Paquistão      | 49.10   |       |
| 9       | 1       | Muhammad Nadeem     | Paquistão      | 49.94   |       |
| 10      | 1       | Mahmoud El Daou     | Líbano         | 50.61   |       |
| 11      | 1       | Kirill Sarasov      | Quirguistão    | 51.30   |       |
| 12      | 3       | Qarainais Abdulaziz | Kuwait         | 1:00.38 |       |
| 13      | 2       | Sahet Niyazov       | Turquemenistão | DNF     |       |
| 14      | 1       | Yasir Ali Al-Saadi  | Iraque         | DNS     |       |
| 14      | 2       | Alkianani           | Iraque         | DNS     |       |

| Posição           | Raia | Atleta              | Nacionalidade | Tempo | Notas            |
| ----------------- | ---- | ------------------- | ------------- | ----- | ---------------- |
| Medalha de ouro   | 6    | Abdalelah Haroun    | Catar         | 46.37 |                  |
| Medalha de prata  | 5    | Youssef Karam Taher | Kuwait        | 46.66 | Recorde nacional |
| Medalha de bronze | 4    | Mohamed Nasir Abbas | Catar         | 46.76 |                  |
| 4                 | 1    | Mikhail Litvin      | Cazaquistão   | 47.51 |                  |
| 5                 | 3    | Ali Khadivar        | Irão          | 47.57 |                  |
| 6                 | 2    | Sajjad Hashemi      | Irão          | 48.40 |                  |

### 800 m
| Posição | Bateria | Atleta                   | Nacionalidade | Tempo   | Notas |
| ------- | ------- | ------------------------ | ------------- | ------- | ----- |
| 1       | 2       | Abubaker Haydar Abdalla  | Catar         | 1:57.41 | Q     |
| 2       | 2       | Amir Moradi              | Irão          | 1:57.53 | Q     |
| 3       | 2       | Pejman Yarvali           | Irão          | 1:57.98 | q     |
| 4       | 1       | Ebrahim Al-Zofairi       | Kuwait        | 1:58.17 | Q     |
| 5       | 1       | Mohamed Khamis Saifeldin | Catar         | 1:58.24 | Q     |
| 6       | 2       | Musulman Dzholomanov     | Quirguistão   | 1:58.25 | q     |
| 7       | 1       | Igor Kondratyev          | Cazaquistão   | 1:58.33 |       |
| 8       | 2       | Sergey Zaykov            | Cazaquistão   | 1:58.64 |       |
| 9       | 1       | Hasan Kamrul             | Bangladesh    | 1:59.14 |       |
| 10      | 1       | Hamid Tashakori          | Irão          | 1:59.41 |       |
| 11      | 1       | Mohammed Al-Bezaznah     | Iraque        | DNS     |       |
| 11      | 2       | Adnan Al-Mntfage         | Iraque        | DNS     |       |

| Posição           | Atleta                   | Nacionalidade | Tempo   | Notas |
| ----------------- | ------------------------ | ------------- | ------- | ----- |
| Medalha de ouro   | Abubaker Haydar Abdalla  | Catar         | 1:51.98 |       |
| Medalha de prata  | Pejman Yarvali           | Irão          | 1:52.80 |       |
| Medalha de bronze | Ebrahim Al-Zofairi       | Kuwait        | 1:52.97 |       |
| 4                 | Amir Moradi              | Irão          | 1:53.57 |       |
| 5                 | Mohamed Khamis Saifeldin | Catar         | 1:56.94 |       |
| 6                 | Musulman Dzholomanov     | Quirguistão   | 1:57.98 |       |

### 1500 m
3 de fevereiro
| Posição           | Atleta                | Nacionalidade | Tempo   | Notas |
| ----------------- | --------------------- | ------------- | ------- | ----- |
| Medalha de ouro   | Amir Moradi           | Irão          | 3:53.78 |       |
| Medalha de prata  | Yaser Saleem Bagharab | Catar         | 3:53.92 |       |
| Medalha de bronze | Ali Fahimi            | Irão          | 3:54.00 |       |
| 4                 | Hamza Driouch         | Catar         | 3:55.93 |       |
| 5                 | Musulman Dzholomanov  | Quirguistão   | 3:58.53 |       |
| 6                 | Husain Kamal          | Kuwait        | 4:06.27 |       |
| 7                 | Moslem Niadoost       | Irão          | DSQ     |       |
| 8                 | Adnan Al-Mntfage      | Iraque        | DNS     |       |

### 3000 m
1 de fevereiro
| Posição           | Atleta                | Nacionalidade | Tempo   | Notas |
| ----------------- | --------------------- | ------------- | ------- | ----- |
| Medalha de ouro   | Hossein Keyhani       | Irão          | 8:37.68 |       |
| Medalha de prata  | Yaser Saleem Bagharab | Catar         | 8:38.02 |       |
| Medalha de bronze | Homayoun Hemmati      | Irão          | 8:38.97 |       |
| 4                 | Khalil Naseri         | Irão          | 8:41.74 |       |
| 5                 | Husain Kamal          | Kuwait        | 9:05.03 |       |
| 6                 | Adilet Kyshtakbekov   | Quirguistão   | DNS     |       |

### 60 m com barreiras
| Posição | Bateria | Atleta               | Nacionalidade | Tempo | Notas |
| ------- | ------- | -------------------- | ------------- | ----- | ----- |
| 1       | 1       | Ceng Jianhang        | China         | 7.77  | Q     |
| 2       | 1       | Abdulaziz Al-Mandeel | Kuwait        | 7.77  | Q     |
| 3       | 1       | Hideki Omuro         | Japão         | 7.80  | Q     |
| 4       | 2       | Cheung Wang Fung     | Hong Kong     | 7.86  | Q     |
| 5       | 2       | Vyacheslav Zems      | Cazaquistão   | 7.87  | Q     |
| 6       | 1       | Chan Chung Wang      | Hong Kong     | 7.89  | q     |
| 6       | 2       | Zhang Honglin        | China         | 7.89  | Q     |
| 8       | 2       | Milad Sayar          | Irão          | 7.91  | q     |
| 9       | 1       | Amin Barzi           | Irão          | 8.12  |       |
| 10      | 2       | Ho Tai Lai Costa     | Macau         | 8.17  |       |
| 11      | 1       | Ahmad Reza Khanfari  | Irão          | 8.29  |       |
| 12      | 1       | Ahmad Hazer          | Líbano        | 8.38  |       |
| 13      | 2       | Fares Al-Said        | Kuwait        | DNF   |       |
| 14      | 1       | Mohammed Al-Khafajai | Iraque        | DNS   |       |
| 14      | 2       | Rami Ibrahim Kareem  | Iraque        | DNS   |       |

| Posição           | Raia | Atleta               | Nacionalidade | Tempo | Notas           |
| ----------------- | ---- | -------------------- | ------------- | ----- | --------------- |
| Medalha de ouro   | 6    | Abdulaziz Al-Mandeel | Kuwait        | 7.71  |                 |
| Medalha de prata  | 5    | Ceng Jianhang        | China         | 7.74  |                 |
| Medalha de bronze | 8    | Hideki Omuro         | Japão         | 7.81  | Recorde pessoal |
| 4                 | 4    | Cheung Wang Fung     | Hong Kong     | 7.87  |                 |
| 5                 | 2    | Milad Sayar          | Irão          | 7.88  |                 |
| 6                 | 1    | Chan Chung Wang      | Hong Kong     | 7.95  |                 |
| 7                 | 3    | Vyacheslav Zems      | Cazaquistão   | 7.96  |                 |
| 8                 | 7    | Zhang Honglin        | China         | 7.98  |                 |

### Revezamento 4x400 m
3 de fevereiro
| Posição           | Nacionalidade | Atletas                                                                    | Tempo   | Notas            |
| ----------------- | ------------- | -------------------------------------------------------------------------- | ------- | ---------------- |
| Medalha de ouro   | Catar         | Abderrahaman Samba, Mohamed Nasir Abbas, Mohamed El Nour, Abdalelah Haroun | 3:10.08 |                  |
| Medalha de prata  | Cazaquistão   | Andrey Sokolov, Sergey Zaykov, Dmitriy Koblov, Mikhail Litvin              | 3:11.68 |                  |
| Medalha de bronze | Irão          | Ali Khadivar, Reza Kashef, Mehdi Rahimi, Sajad Hashemi Ahangari            | 3:11.74 | Recorde nacional |
| 4                 | Kuwait        | ?, Youssef Karam Taher, Ebrahim Al-Zofairi, ?                              | 3:14.75 |                  |
| 5                 | Paquistão     | ?, ?                                                                       | 3:16.53 |                  |
| 6                 | Líbano        | Mahmoud El Daou, Noureddin Hadid, Christophe Boulos, Ahmad Hazer           | 3:38.65 |                  |

### Salto em altura
1 de fevereiro
| Posição           | Atleta                    | Nacionalidade  | Resultado | Notas                 |
| ----------------- | ------------------------- | -------------- | --------- | --------------------- |
| Medalha de ouro   | Mutaz Essa Barshim        | Catar          | 2.38      | Recorde do campeonato |
| Medalha de prata  | Keivan Ghanbarzadeh       | Irão           | 2.15      |                       |
| Medalha de bronze | Mahamat Alamine Hamdi     | Catar          | 2.15      |                       |
| 4                 | Dmitriy Melsitov          | Uzbequistão    | 2.15      |                       |
| 5                 | Siavash Salimi            | Irão           | 2.10      |                       |
| 5                 | Guo Jinqi                 | China          | 2.10      |                       |
| 7                 | Hong To Yeung             | Hong Kong      | 2.05      |                       |
| 8                 | Roman Loshkaryev          | Cazaquistão    | 2.00      |                       |
| 9                 | Wang Hao                  | China          | 1.95      |                       |
| 10 !              | Utomyshov                 | Turquemenistão | DNS       |                       |
| 10 !              | Hussein Al-Ibraheemi      | Iraque         | DNS       |                       |
| 10 !              | Al-Mandeel                | Kuwait         | DNS       |                       |
| 10 !              | Mohammadreza Vazifehdoost | Irão           | DNS       |                       |

### Salto com vara
2 de fevereiro
| Posição           | Atleta              | Nacionalidade | Resultado | Notas |
| ----------------- | ------------------- | ------------- | --------- | ----- |
| Medalha de ouro   | Nikita Filippov     | Cazaquistão   | 5.20      |       |
| Medalha de prata  | Mohammad Baniadam   | Irão          | 5.20      |       |
| Medalha de bronze | Ali Al-Sabaghah     | Kuwait        | 5.00      |       |
| 4                 | Daniel Polyanskiy   | Cazaquistão   | 5.00      |       |
| 5                 | Hossain Fallah      | Irão          | 4.00      |       |
| 6                 | Ali Mohsin Al-Ateej | Iraque        | DNS       |       |

### Salto em distância
| Posição | Atleta                    | Nacionalidade | Resultado | Notas |
| ------- | ------------------------- | ------------- | --------- | ----- |
| 1       | Shi Yuhao                 | China         | 7.68      | Q     |
| 2       | Lin Chia-hao              | Taipé Chinesa | 7.59      | Q     |
| 3       | Janaka Prasad             | Sri Lanka     | 7.55      | Q     |
| 4       | Nguyễn Tiến Trọng         | Vietname      | 7.50      | Q     |
| 4       | M. Sreeshankar            | Índia         | 7.50      | Q     |
| 6       | Natsuki Yamakawa          | Japão         | 7.47      | Q     |
| 7       | Lin Hung-min              | Taipé Chinesa | 7.33      | q     |
| 8       | Mohammad Arzandeh         | Irão          | 7.31      | q     |
| 9       | Mohammad Ghaedzadeh       | Irão          | 7.15      | q     |
| 10      | Sullia Ebrahim Samsheer   | Índia         | 7.13      | q     |
| 11      | Lau Kin Hei               | Hong Kong     | 7.01      | q     |
| 12      | Alireza Khaledi           | Irão          | 6.94      | q     |
| 13      | Wong Ka Chun              | Macau         | 6.90      |       |
| 14      | Javokhir Noriev           | Uzbequistão   | 6.61      |       |
| 15      | Mohamed Ali Amin          | Bangladesh    | DNS       |       |
| 15      | Barea Amer Al-Bayati      | Iraque        | DNS       |       |
| 15      | Saleh Abdelaziz Al-Haddad | Kuwait        | DNS       |       |
| 15      | Huang                     | China         | DNS       |       |
| 15      | Abdah                     | Iraque        | DNS       |       |

| Posição           | Atleta                  | Nacionalidade | Resultado | Notas               |
| ----------------- | ----------------------- | ------------- | --------- | ------------------- |
| Medalha de ouro   | Shi Yuhao               | China         | 8.16      | Melhor marca do ano |
| Medalha de prata  | Lin Hung-min            | Taipé Chinesa | 7.72      |                     |
| Medalha de bronze | Janaka Prasad           | Sri Lanka     | 7.67      |                     |
| 4                 | M. Sreeshankar          | Índia         | 7.60      |                     |
| 5                 | Natsuki Yamakawa        | Japão         | 7.55      |                     |
| 6                 | Mohammad Ghaedzadeh     | Irão          | 7.48      |                     |
| 7                 | Lin Chia-hao            | Taipé Chinesa | 7.41      |                     |
| 8                 | Sullia Ebrahim Samsheer | Índia         | 7.36      |                     |
| 9                 | Mohammad Arzandeh       | Irão          | 7.27      |                     |
| 10                | Lau Kin Hei             | Hong Kong     | 7.22      |                     |
| 11                | Alireza Khaledi         | Irão          | 7.11      |                     |
| 12                | Nguyễn Tiến Trọng       | Vietname      | DNS       |                     |

### Salto triplo
3 de fevereiro
| Posição           | Atleta             | Nacionalidade | Resultado | Notas |
| ----------------- | ------------------ | ------------- | --------- | ----- |
| Medalha de ouro   | Khaled Al-Subaie   | Kuwait        | 16.26     |       |
| Medalha de prata  | Kamalraj Kanagaraj | Índia         | 16.23     |       |
| Medalha de bronze | Vahid Seddigh      | Irão          | 15.96     |       |
| 4                 | Hadi Madahi        | Irão          | 14.90     |       |
| 5                 | Javokhir Noriev    | Uzbequistão   | 14.30     |       |
| 6                 | Aprinder Sing      | Índia         | DNS       |       |

### Arremesso de peso
2 de fevereiro
| Posição           | Atleta             | Nacionalidade  | Resultado | Notas            |
| ----------------- | ------------------ | -------------- | --------- | ---------------- |
| Medalha de ouro   | Ali Samari         | Irão           | 19.42     |                  |
| Medalha de prata  | Tejinder Pal Singh | Índia          | 19.18     |                  |
| Medalha de bronze | Wu Jiaxing         | China          | 18.81     |                  |
| 4                 | Shahin Mehrdelan   | Irão           | 18.68     |                  |
| 5                 | Ivan Ivanov        | Cazaquistão    | 18.31     |                  |
| 6                 | Grigoriy Kamulya   | Uzbequistão    | 18.05     |                  |
| 7                 | Om Praksh Singh    | Índia          | 18.02     |                  |
| 8                 | Hayato Yamamoto    | Japão          | 17.74     |                  |
| 9                 | Sergey Dementev    | Uzbequistão    | 17.53     |                  |
| 10                | Shahin Jafari      | Irão           | 17.50     |                  |
| 11                | Daichi Nakamura    | Japão          | 16.41     |                  |
| 12                | Hossain Imtiaz     | Bangladesh     | 12.83     | Recorde nacional |
| 13                | Mohammad Mashari   | Kuwait         | NM        |                  |
| 14                | Maksat Mämmedow    | Turquemenistão | DNS       |                  |

### Heptatlo
1 a 2 de fevereiro
| Posição           | Atleta               | Nacionalidade | 60m  | SD   | AP    | SA   | 60 m C/B | SV   | 1000 m  | Pontos | Notas |
| ----------------- | -------------------- | ------------- | ---- | ---- | ----- | ---- | -------- | ---- | ------- | ------ | ----- |
| Medalha de ouro   | Majed Radhi Al-Sayed | Kuwait        | 7.23 | 7.00 | 12.08 | 1.88 | 8.64     | 4.40 | 2:51.78 | 5228   |       |
| Medalha de prata  | Milad Miri           | Irão          | 7.33 | 6.40 | 11.13 | 2.00 | 8.92     | 3.70 | 2:52.22 | 4842   |       |
| Medalha de bronze | Ali Mohebbi          | Irão          | 7.34 | 6.05 | 12.81 | 1.76 | 8.95     | 4.30 | 3:00.58 | 4728   |       |
| 4                 | Mohammad Motamednia  | Irão          | 7.97 | 5.27 | 10.46 | 1.73 | 9.89     | 3.70 | 3:24.81 | 3624   |       |
| 5                 | Hojjat Kazemi        | Afeganistão   | 8.49 | 4.60 | 6.91  | NM   | 12.23    | NM   | 2:54.37 | 1955   |       |

## Resultado feminino

### 60 m
| Posição | Bateria | Atleta                    | Nacionalidade  | Tempo | Notas |
| ------- | ------- | ------------------------- | -------------- | ----- | ----- |
| 1       | 1       | Liang Xiaojing            | China          | 7.29  | Q     |
| 2       | 1       | Rima Kashafutdinova       | Cazaquistão    | 7.43  | Q     |
| 3       | 1       | Lam On Ki                 | Hong Kong      | 7.50  | q     |
| 4       | 1       | Hamideh Esmaiel Nejad     | Irão           | 7.71  |       |
| 5       | 1       | Olena Hudaybergenova      | Turquemenistão | 8.41  |       |
| 8       | 1       | Dana Hussain              | Iraque         | DNS   |       |
| 1       | 2       | Farzaneh Fasihi           | Irão           | 7.46  | Q     |
| 2       | 2       | Valentina Meredova        | Turquemenistão | 7.47  | Q     |
| 3       | 2       | Anna Bulanova             | Cazaquistão    | 7.61  | q     |
| 4       | 2       | Aziza Sbaity              | Líbano         | 7.69  |       |
| 5       | 2       | Chou Chi Lan              | Macau          | 8.19  |       |
| 8       | 2       | Dutee Chand               | Índia          | DNS   |       |
| 8       | 3       | Viktoriya Zyabkina        | Cazaquistão    | ?.??  | Q     |
| 8       | 3       | Faezeh Nesaei             | Irão           | ?.??  | Q     |
| 8       | 3       | Zaidatul Husniah Zulkifli | Malásia        | ?.??  |       |
| 8       | 3       | Kamia Yousufi             | Afeganistão    | ?.??  |       |
| 8       | 3       | Nigina Sharipova          | Uzbequistão    | ?.??  |       |
| 8       | 3       | Chawan Bahaalddin Hasan   | Iraque         | ?.??  |       |

| Posição           | Raia | Atleta              | Nacionalidade  | Tempo | Notas                 |
| ----------------- | ---- | ------------------- | -------------- | ----- | --------------------- |
| Medalha de ouro   | 4    | Liang Xiaojing      | China          | 7.20  | Recorde do campeonato |
| Medalha de prata  | 6    | Viktoriya Zyabkina  | Cazaquistão    | 7.39  |                       |
| Medalha de bronze | 3    | Farzaneh Fasihi     | Irão           | 7.44  |                       |
| 4                 | 2    | Lam On Ki           | Hong Kong      | 7.46  |                       |
| 5                 | 5    | Rima Kashafutdinova | Cazaquistão    | 7.50  |                       |
| 6                 | 8    | Valentina Meredova  | Turquemenistão | 7.54  |                       |
| 7                 | 7    | Faezeh Nesaei       | Irão           | 7.56  |                       |
| 8                 | 1    | Anna Bulanova       | Cazaquistão    | 7.57  |                       |

### 400 m
| Posição | Bateria | Atleta             | Nacionalidade  | Tempo   | Notas |
| ------- | ------- | ------------------ | -------------- | ------- | ----- |
| 1       | 1       | Svetlana Golendova | Cazaquistão    | 54.93   | Q     |
| 2       | 1       | Upamalika Walawwe  | Sri Lanka      | 55.36   | Q     |
| 3       | 2       | Elina Mikhina      | Cazaquistão    | 56.12   | Q     |
| 4       | 2       | Nigina Sharipova   | Uzbequistão    | 57.53   | Q     |
| 5       | 2       | Maryam Mohebbi     | Irão           | 57.75   | q     |
| 6       | 1       | Elham Kakoli       | Irão           | 58.24   | q     |
| 7       | 2       | Mariya Rozymova    | Turquemenistão | 59.44   |       |
| 8       | 1       | Sumi Akter         | Bangladesh     | 1:01.69 |       |
| 9       | 2       | Dana Hussain       | Iraque         | DNS     |       |

| Posição           | Atleta             | Nacionalidade | Tempo | Notas |
| ----------------- | ------------------ | ------------- | ----- | ----- |
| Medalha de ouro   | Svetlana Golendova | Cazaquistão   | 53.28 |       |
| Medalha de prata  | Elina Mikhina      | Cazaquistão   | 53.49 |       |
| Medalha de bronze | Upamalika Walawwe  | Sri Lanka     | 54.90 |       |
| 4                 | Nigina Sharipova   | Uzbequistão   | 56.29 |       |
| 5                 | Elham Kakoli       | Irão          | 56.74 |       |
| 6                 | Maryam Mohebbi     | Irão          | 57.71 |       |

### 800 m
1 de fevereiro
| Posição           | Atleta               | Nacionalidade | Tempo   | Notas |
| ----------------- | -------------------- | ------------- | ------- | ----- |
| Medalha de ouro   | Wang Chunyu          | China         | 2:09.30 |       |
| Medalha de prata  | Hu Zhiying           | China         | 2:10.81 |       |
| Medalha de bronze | Nimali Liyanarachchi | Sri Lanka     | 2:10.83 |       |
| 4                 | Gayanthika Artigala  | Sri Lanka     | 2:11.20 |       |
| 5                 | Haniye Samari        | Irão          | 2:16.03 |       |
| 6                 | Sajadeh Fani         | Irão          | 2:17.79 |       |
| 7                 | Taktam Dastarbandan  | Irão          | 2:22.08 |       |
| 8                 | Sumi Akter           | Bangladesh    | 2:42.23 |       |
| 9                 | Amal Al-Roumi        | Kuwait        | DNS     |       |

### 1500 m
3 de fevereiro
| Posição           | Atleta              | Nacionalidade | Tempo   | Notas |
| ----------------- | ------------------- | ------------- | ------- | ----- |
| Medalha de ouro   | Gayanthika Artigala | Sri Lanka     | 4:26.83 |       |
| Medalha de prata  | Tatyana Neroznak    | Cazaquistão   | 4:28.20 |       |
| Medalha de bronze | Nguyễn Thị Oanh     | Vietname      | 4:28.87 |       |
| 4                 | Gulshanoi Satarova  | Quirguistão   | 4:37.13 |       |
| 5                 | Parisa Arab         | Irão          | 4:47.67 |       |
| 6                 | Narges Khani        | Irão          | 4:50.36 |       |
| 7                 | Haniye Samari       | Irão          | DNF     |       |
| 8                 | Amal Al-Roumi       | Kuwait        | DNS     |       |

### 3000 m
1 de fevereiro
| Posição           | Atleta                   | Nacionalidade | Tempo    | Notas |
| ----------------- | ------------------------ | ------------- | -------- | ----- |
| Medalha de ouro   | Tatyana Neroznak         | Cazaquistão   | 9:33.65  |       |
| Medalha de prata  | Gulshanoi Satarova       | Quirguistão   | 9:48.03  |       |
| Medalha de bronze | Nguyễn Thị Oanh          | Vietname      | 9:48.48  |       |
| 4                 | Chikako Mori             | Japão         | 9:59.83  |       |
| 5                 | Parisa Arab              | Irão          | 10:20.82 |       |
| 6                 | Samira Zamani            | Irão          | 10:43.67 |       |
| 7                 | Afsaneh Faridi           | Irão          | 10:59.81 |       |
| 8                 | Taibah Al-Nouri          | Kuwait        | DNS      |       |
| 8                 | Sanjivani Baburao Jadhav | Índia         | DNS      |       |
| 8                 | Lulwah Al-Asker          | Kuwait        | DNS      |       |

### 60 m com barreiras
2 de fevereiro
| Posição           | Raia | Atleta               | Nacionalidade | Tempo | Notas            |
| ----------------- | ---- | -------------------- | ------------- | ----- | ---------------- |
| Medalha de ouro   | 3    | Aigerim Shynazbekova | Cazaquistão   | 8.32  |                  |
| Medalha de prata  | 4    | Elnaz Kompani        | Irão          | 8.46  | Recorde nacional |
| Medalha de bronze | 2    | Sara Nadafi          | Irão          | 8.87  |                  |
| 4                 | 6    | Jamileh Ssifi        | Irão          | 9.48  |                  |
| 5                 | 5    | Dlsoz Obaid Najim    | Iraque        | DNS   |                  |

### Revezamento 4x400 m
3 de fevereiro
| Posição           | Nacionalidade  | Atletas                                                                  | Tempo   | Notas            |
| ----------------- | -------------- | ------------------------------------------------------------------------ | ------- | ---------------- |
| Medalha de ouro   | Cazaquistão    | Svetlana Golendova, Adelina Akhmetova, Viktoriya Zyabkina, Elina Mikhina | 3:41.67 |                  |
| Medalha de prata  | Irão           | Maryam Mohebbi, Faezeh Nesaei, Elham Kakoli, Hanieh Samari               | 3:51.39 | Recorde nacional |
| Medalha de bronze | Turquemenistão | Mariya Rozymova, ?, ?                                                    | 3:58.81 |                  |
| 4                 | Uzbequistão    |                                                                          | 4:19.33 |                  |
| 5                 | Iraque         |                                                                          | DNS     |                  |

### Salto em altura
1 de fevereiro
| Posição           | Atleta                       | Nacionalidade | Resultado | Notas |
| ----------------- | ---------------------------- | ------------- | --------- | ----- |
| Medalha de ouro   | Nadiya Dusanova              | Uzbequistão   | 1.87      |       |
| Medalha de prata  | Sepideh Tavakoli             | Irão          | 1.80      |       |
| Medalha de bronze | Nadezhda Dubovitskaya        | Cazaquistão   | 1.80      |       |
| 4                 | Safina Sadullayeva           | Uzbequistão   | 1.75      |       |
| 5                 | Zhang Luyu                   | China         | 1.75      |       |
| 6                 | Deng Siyi                    | China         | 1.75      |       |
| 7                 | Yeung Man Wai                | Hong Kong     | 1.70      |       |
| 8                 | Mahsa Kargar                 | Irão          | 1.65      |       |
| 9                 | Ailin Babaki                 | Irão          | 1.65      |       |
| 10 !              | Maryam Abdulhameem Abdulelah | Iraque        | DNS       |       |

### Salto com vara
2 de fevereiro
| Posição           | Atleta               | Nacionalidade | Resultado | Notas |
| ----------------- | -------------------- | ------------- | --------- | ----- |
| Medalha de ouro   | Anastasiya Yermakova | Cazaquistão   | 3.70      |       |
| Medalha de prata  | Mahsa Mirzatabibi    | Irão          | 3.50      |       |
| Medalha de bronze | Sara Karimi          | Irão          | 2.40      |       |
| Medalha de bronze | Niloofar Fashkhorani | Irão          | 2.40      |       |

### Salto em distância
3 de fevereiro
| Posição           | Atleta                  | Nacionalidade | Resultado | Notas |
| ----------------- | ----------------------- | ------------- | --------- | ----- |
| Medalha de ouro   | Bùi Thị Thu Thảo        | Vietname      | 6.20      |       |
| Medalha de prata  | Nayana James            | Índia         | 6.08      |       |
| Medalha de bronze | Neena Varakil           | Índia         | 6.06      |       |
| 4                 | Irina Ektova            | Cazaquistão   | 5.95      |       |
| 5                 | Roksana Khudoyarova     | Uzbequistão   | 5.73      |       |
| 6                 | Christel El Saneh       | Líbano        | 5.31      |       |
| 7                 | Sou I Man               | Macau         | 5.16      |       |
| 8                 | Fatemeh Jamaati         | Irão          | 5.14      |       |
| 09 !              | Kimia Poorkhalkhali     | Irão          | NM        |       |
| 10 !              | Chawan Bahaalddin Hasan | Iraque        | DNS       |       |
| 10 !              | Shahad Qasim Al-Saedi   | Iraque        | DNS       |       |

### Salto triplo
1 de fevereiro
| Posição           | Atleta                | Nacionalidade | Resultado | Notas |
| ----------------- | --------------------- | ------------- | --------- | ----- |
| Medalha de ouro   | Irina Ektova          | Cazaquistão   | 13.79     |       |
| Medalha de prata  | N.V. Sheena           | Índia         | 13.37     |       |
| Medalha de bronze | Bùi Thị Thu Thảo      | Vietname      | 13.22     |       |
| 4                 | Mariya Ovchinnikova   | Cazaquistão   | 13.00     |       |
| 5                 | Kaede Miyasaka        | Japão         | 12.80     |       |
| 6                 | Hashini Mudiyanselage | Sri Lanka     | 12.77     |       |
| 7                 | Roksana Khudoyarova   | Uzbequistão   | 12.69     |       |
| 8                 | Soraya Gheligniazi    | Irão          | 11.38     |       |
| 09 !              | Maryam Kazemi         | Irão          | NM        |       |
| 09 !              | Samaneh Kouhkan       | Irão          | NM        |       |
| 10 !              | Shahad Qasim Al-Saedi | Iraque        | DNS       |       |

### Arremesso de peso
2 de fevereiro
| Posição           | Atleta           | Nacionalidade | Resultado | Notas |
| ----------------- | ---------------- | ------------- | --------- | ----- |
| Medalha de ouro   | Elena Smolyanova | Uzbequistão   | 15.54     |       |
| Medalha de prata  | Maryam Norouzi   | Irão          | 12.47     |       |
| Medalha de bronze | Sana Dadres      | Irão          | 11.46     |       |
| 4                 | Negin Mirzaei    | Irão          | 10.36     |       |

### Pentatlo
3 de fevereiro
| Posição           | Atleta                 | Nacionalidade  | 60 m C/B | SA   | AP    | SD   | 800 m   | Pontos | Notas            |
| ----------------- | ---------------------- | -------------- | -------- | ---- | ----- | ---- | ------- | ------ | ---------------- |
| Medalha de ouro   | Sepideh Tavakoli       | Irão           | 9.00     | 1.83 | 12.41 | 5.61 | 2:28.31 | 4038   | Recorde nacional |
| Medalha de prata  | Aleksandra Yurkevskaya | Uzbequistão    | 8.92     | 1.71 | 11.25 | 5.63 | 2:28.31 | 3858   |                  |
| Medalha de bronze | Irina Velihanova       | Turquemenistão | 9.10     | 1.65 | 11.74 | 5.19 | 2:22.51 | 3730   |                  |
| 4                 | Nadezhda Kirnos        | Cazaquistão    | 8.93     | 1.53 | 10.87 | 5.81 | 2:23.99 | 3723   |                  |
| 5                 | Samira Khojasteh       | Irão           | 9.44     | 1.50 | 9.80  | 5.13 | 2:29.90 | 3246   |                  |
| 6                 | Elaheh Seifi           | Irão           | 9.51     | NM   | 8.35  | 5.05 | 2:27.86 | 2521   |                  |

Legenda
| Recorde mundial       | Recorde mundial (World record)               |                       | Recorde africano                      | Recorde africano (African) |                                           | Q | Classificado por posição (Qualified) |
| Recorde do campeonato | Recorde do campeonato (Championship record)  | Recorde da América    | Recorde da América (Americas)         | q                          | Classificado por melhor tempo (Qualified) |   |                                      |
| Melhor marca do ano   | Melhor marca do ano (World leading)          | Recorde asiático      | Recorde asiático (Asian)              | DNS                        | Não largou (Did not start)                |   |                                      |
| Recorde nacional      | Recorde nacional (National record)           | Recorde europeu       | Recorde europeu (European)            | DNF                        | Não terminou (Did not finish)             |   |                                      |
| Recorde pessoal       | Recorde pessoal do atleta (Personal best)    | Recorde da Oceania    | Recorde da Oceania (Oceania)          | DSQ / DQ                   | Desclassificado (Disqualified)            |   |                                      |
| Recorde da temporada  | Recorde da temporada do atleta (Season best) | Recorde sul-americano | Recorde sul-americano (South America) | NM                         | Sem marca (No mark)                       |   |                                      |